# Aiffres

Aiffres este o comună în departamentul Deux-Sèvres, Franța. În 2009 avea o populație de 5,169 de locuitori.